# Helsingborgs Turnförening
Helsingborgs Turnförening är en gymnastikförening i Helsingborg som bildades den 22 december 1948. Föreningen har drygt 1600 medlemmar och bedriver verksamhet inom motionsgymnastik, barn- och ungdomsgymnastik och truppgymnastik.

## Historia
Föreningen bildades av en samling entusiaster som hade sitt ursprung i föreningen Frisksport. Från början var föreningen enbart öppen för manliga utövare, och man tränade från början redskapsgymnastik och akrobatik. I många årtionden bestod verksamheten enbart av manlig redskapsgymnastik, men i slutet av 1970-talet börjar man även med manlig truppgymnastik. 1982 börjar en ny epok inom föreningen när motionsgymnastik under namnet Turns Gladisgympa startas, och även kvinnor blir välkomna till föreningen.
I mitten på 1980-talet gör aerobics sitt intåg i föreningen när den första gruppen med flickor startas. Motionsgymnastiken utvecklas nu enormt och blir snart det dominerande inslaget i föreningsverksamheten, som bedrivs dels i Gymnastikens Hus och dels i olika skolor runt om i staden. Föreningen anammar de senaste trenderna inom motionsgymnastik och aerobics, med Step up, Low impact, vattengympa och så vidare. Även framgångarna inom den manliga truppgymnastiken växer, med tävlingsvinster i tävlingen Ungdomstruppen (UT). Tillsammans med flickor från de andra stora helsingborgsföreningarna GF Fram och GF Ling bildar man även gemensamt mixedlag som vinner i USM och JSM i truppgymnastik.
I början av 1990-talet startas så föreningens första trupptävlingsgrupp för flickor. Nu behöver man inte längre förlita sig på andra föreningar för att kunna tävla i klassen mixed. Ungefär vid samma tid startas även barngymnastik. Dock försvinner även vid denna tid redskapsgymnastiken, den disciplin inom gymnastiken som en gång var upphovet till föreningen, helt ur föreningens verksamhet. Verksamheten består i fortsättningen av motionsgymnastik, barn- och ungdomsgymnastik samt tävlingsverksamhet inom truppgymnastik.
I början av 2000-talet tillkommer även spinning och hopprep i föreningens program. Förutom skolor och Gymnastikens Hus används nu också Sundpunktens lokaler i stadsdelen Elinebergs centrum som träningslokal. 2001 drar sig Sundpunkten tillbaka och Helsingborgs Turnförening tar ensamt över lokalen på Elineberg, som döps om till Turns och blir föreningens nya föreningslokal. Föreningens kansli flyttar till den nya lokalen, tillsammans med det mesta av verksamheten inom motionsgymnastiken. Några år senare inreds även ett gym med nya maskiner i lokalen.
2002 fick föreningen utmärkelsen "Årets gymnastikförening i Sverige" av Svenska Gymnastikförbundet. Året därpå erhöll föreningen utmärkelsen "Årets motionsidrottsförening" av Skånes idrottsförbund.
Under 2000-talet har Helsingborgs Turnförening arrangerat ett flertal stora svenska gymnastiktävlingar i Idrottens Hus i Helsingborg. 2001 inledde man med att arrangera Juniorcupen. Detta följdes av att föreningen arrangerade gymnastik-SM 2003, grencuperna i truppgymnastik 2004, gymnastik-SM 2005, USM i truppgymnastik 2006 och JSM i truppgymnastik 2008. I april 2009 arrangerade föreningen UT-stegens riksfinal och året därpå, i december 2010, arrangerade man återigen JSM i truppgymnastik.